# Перри, Лукас
Лу́кас Эсте́ла Пе́рри (порт.-браз. Lucas Estella Perri; 10 декабря 1997, Валиньюс, Сан-Паулу, Бразилия) — бразильский футболист, вратарь английского клуба «Лидс Юнайтед».

## Клубная карьера

### «Сан-Паулу» и аренды
Начал заниматься футболом в возрасте 4 лет в командах родного Валиньюса. В 2010 году присоединился к «Понте-Прете». В 2013 году перешёл в «Сан-Паулу». В период с 2014 по 2016 года привлекался к тренировкам с основной командой. В течение следующих трёх лет был основным голкипером в «молодёжке» «Сан-Паулу», с которой выиграл молодёжные (до 20 лет) Кубок Либертадорес (2016), два Кубка Бразилии (2016, 2018), Суперкубок Бразилии (2018), Кубок Рио-Гранде-ду-Сул (2016, 2017). С 2017 года был третьим голкипером в главной команде, за которую ему так и не удалось дебютировать. 
В январе 2019 года отправился в аренду в клуб английской Премьер-Лиги «Кристал Пэлас» до конца сезона 2019/20, но так и не сыграл за клуб ни оного матча. «Орлы» имели возможность выкупа 80% прав на игрока за 4,5 миллиона евро, но ею так и не воспользовались.
Вернувшись в «Сан-Паулу» в июне 2019 года, дебютировал за клуб лишь 8 декабря 2019 года, в заключительном туре чемпионата, в матче против ССА (2:1), в котором отыграл все 90 минут. С тех пор занимал место в воротах своей команды еще 8 раз, с учетом игр в Кубке Бразилии, Кубке Либертадорес и Лиге Паулиста.
В январе 2022 года ушёл в аренду в клуб Серии B «Наутико», став основным вратарём и выиграв с ним Лигу Пернамбукано.

### «Ботафого»
17 августа 2022 года Лукас подписал контракт с «Ботафого» до конца 2025 года. Изначально он был вторым вратарём после Гатито Фернандеса, но после того, как парагваец получил тяжёлую травму в конце сезона 2022, в следующем сезоне 2023 стал игроком основы. В итоге он провёл 67 матчей за клуб с учетом игр Серии А, Кубка Бразилии, Лиги Кариока и Южноамериканского кубка, в которых пропустил 58 голов.

### «Лион»
5 января 2024 года Перри подписал контракт с французским клубом «Олимпик Лион» до лета 2028 года. Сумма трансфера обошлась в 3,25 миллиона евро, а также, в случае последующей продажи, его бывший клуб «Ботафого» получит 50% от трансфера. Дебютировал за клуб 7 февраля 2024 года в матче 1/8 финала Кубка Франции 2023/24 против «Лилля» (2:1). На турнире был основным голкипером своей команды и дошёл с ней до финала, в котором «Лион» уступил «ПСЖ» со счётом 1:2. В сезоне 2024/25 так же был «первым номером» «Олимпика» в Лиге 1 (6-е место) и Лиге Европы, где по сумме двух матчей в четвертьфинале «Манчестер Юнайтед» (2:2, 5:4) выбил французов из розыгрыша.

### «Лидс Юнайтед»
26 июля 2025 года подписал четырёхлетний контракт с «Лидс Юнайтед». По некоторым данным, сумма сделки составила около 16 миллионов евро, а также 2 миллиона евро в качестве бонусов. Дебютировал в составе «белых» 18 августа, в домашнем матче первого тура АПЛ против «Эвертона» (1:0), в котором сыграл «на ноль».

## Карьера в сборной
В период с 2015 по 2017 годы Лукас вызывался в состав молодёжной сборной Бразилии. В 2019 году провёл один матч за олимпийскую сборную, выступавшую тогда на Тулонском турнир и одержавшую в нём победу.
31 августа 2023 года Перри впервые был вызван в сборную Бразилии на сентябрьские матчи квалификации к ЧМ-2026 против Боливии и Перу, но провёл оба матча на скамейке запасных.

## Достижения
«Сан-Паулу»
- Победитель Лиги Паулиста: 2021

«Наутико»
- Победитель Лиги Пернамбукано: 2022

«Ботафого»
- Обладатель Трофея Рио: 2023

«Лион»
- Финалист Кубка Франции: 2023/24